# Barquero
Pour plus de détails, voir Fiche technique et Distribution.
Barquero est un film américain de Gordon Douglas sorti en 1970.

## Synopsis
Travis est un passeur sur le Rio Grande grâce à un bac de sa fabrication. Il vit en compagnie de Nola, sa maîtresse et de Mountain Phil, un vieux baroudeur. Une colonie de quakers commence à s'installer sur la rive américaine et à y construire bâtiments et église. Il y a parmi eux un jeune pasteur peu scrupuleux.
Parallèlement, une horde de bandits mexicains commandés par Jack Remy, que seconde le Français Marquette, extermine la population de la petite ville de Buckskin et en pille les richesses et les armes. L'objectif de Remy après son forfait est de franchir le Rio Grande pour se réfugier au Mexique. Il envoie pour ce faire trois hommes pour immobiliser le bac de Travis ; ce dernier est capturé et ligoté, mais Mountain Phil le délivre, tue deux des malfaiteurs et fait parler Fair, le troisième.
Travis décide alors de transborder tous les habitants du village de l'autre côté du fleuve avec armes et bagages. Quand Remy arrive, il est désappointé, il propose en vain à Travis de lui racheter son bateau, puis recherche une solution. Chez les quakers des dissensions apparaissent : certains veulent pactiser avec Remy, le pasteur tente même de mettre le feu au bac mais il est stoppé dans son geste par Travis qui menace de le pendre s'il récidive.
On apprend alors que  l'un des quakers, Roland Hall, était parti à la chasse pendant l'évacuation. Remy le capture et propose à Travis l'échange otage contre bac. Mountain Phil propose d'échanger plutôt Fair contre Roland. Ne s'embarrassant d'aucun principe, Remy fait tuer Fair à distance. Alors Anna Hall, la femme de l'otage, s'offre sexuellement à Travis a'il accepte le marché de Remy. Travis refuse mais est néanmoins troublé par cette proposition.
Travis et Mountain Phil traversent le Rio à la nage et délivrent Roland. A leur retour, Anna s'acquitte de sa promesse et se donne à Travis, mais le rembarre après l'acte. Travis revient auprès de Nola, qui sait mais accepte la situation avec philosophie.
Marquette propose à Remy de construire deux radeaux protégés afin de traverser le fleuve et de s'emparer du bac. Les radeaux approchent mais Travis avait anticipé le coup, tous les quakers sont cachés et armés, tapis au fond du bac et quand les radeaux s'approchent un déluge de feu se déclenche tuant et noyant l'ensemble de la troupe de Remy. De rage Remy tue Marquette et reste le seul survivant du massacre. Le duel final entre Travis et Remy aura raison de Remy et conclura le film.

## Fiche technique
- Réalisation : Gordon Douglas
- Scénario : George Schenck et William Marks
- Directeur de la photographie : Jerry Finnerman
- Montage : Charles Nelson
- Musique : Dominic Frontiere
- Costumes : Ray Phelps
- Production : Hal Klein
- Genre : Western
- Pays de production :  États-Unis
- Durée : 105 minutes
- Date de sortie : 
  - États-Unis : 15 mai 1970 (Dallas), 3 septembre 1970 (New York)
  - France : 29 juillet 1970
  - Allemagne de l'Ouest : 21 août 1970

## Distribution
- Lee Van Cleef (VF : Georges Atlas) : Travis
- Warren Oates (VF : René Arrieu) : Remy
- Forrest Tucker (VF : Pierre Collet) : Mountain Phil
- Kerwin Mathews (VF : Raymond Loyer) : Marquette
- Mariette Hartley : Anna Hall
- Marie Gomez : Nola
- Armando Silvestre (VF : Alain Nobis) : Sawyer
- John Davis Chandler (VF : Daniel Gall) : Fair
- Craig Littler : le révérend Pitney
- Ed Bakey (VF : Henri Virlojeux) : Happy
- Richard Lapp : Poe
- Harry Lauter (VF : Henry Djanik) : Steele, le forgeron
- Brad Weston (VF : Marc de Georgi) : le conducteur
- Thad Williams (VF : Georges Poujouly) : Gibson
- Armand Alzamora (VF : Fernand Rauzena) : Lopez
- Frank Babich : Roland Hall
- Terry Leonard : Hawk
- Bennie E. Dobbins : Encow
- Rita Conde (VF : Hélène Tossy) : Layeta

## Autour de film
- Le sous-titrage français utilise abusivement le terme de squatter en lieu et place de quakers.
- Présenté comme une fusion des influences du western spaghetti et des westerns de Sam Peckinpah, le casting oppose une icône du western italien, Lee Van Cleef, et l'un des acteurs fétiches de Peckinpah, Warren Oates.